# Гемне-Панфао (кантон)
Гемне-Панфао (фр. Guémené-Penfao) — кантон во Франции, находится в регионе Пеи-де-ла-Луар, департамент Атлантическая Луара. Входит в состав округа Шатобриан-Ансени.

## История
До 2015 года в состав кантона входили коммуны Гемне-Панфао, Конкерёй, Марсак-сюр-Дон, Масерак и Пьерик.
В результате реформы 2015 года состав кантон изменился: в него вошли коммуны упразднённых кантонов Дерваль и Нозе.

## Состав кантона с 22 марта 2015 года
В состав кантона входят коммуны (население по данным Национального института статистики Архивная копия от 17 января 2022 на Wayback Machine за 2019 г.):
- Аббарес (2 067 чел.)
- Ве (2 051 чел.)
- Гемне-Панфао (5 233 чел.)
- Дерваль (3 505 чел.)
- Жан (1 391 чел.)
- Конкерёй (1 095 чел.)
- Ла-Григоне (1 711 чел.)
- Ла-Шевальре (1 536 чел.)
- Люзанже (1 055 чел.)
- Марсак-сюр-Дон (1 519 чел.)
- Масерак (692 чел.)
- Муэ (372 чел.)
- Нозе (4 195 чел.)
- Пюсёль (1 159 чел.)
- Пьерик (990 чел.)
- Саффре (3 952 чел.)
- Сен-Венсан-де-Ланд (1 533 чел.)
- Сьон-ле-Мин (1 630 чел.)
- Трефьё (930 чел.)

## Политика
На президентских выборах 2022 г. жители кантона отдали в 1-м туре Эмманюэлю Макрону 28,6 % голосов против 23,7 % у Марин Ле Пен и 22,1 % у Жана-Люка Меланшона; во 2-м туре в кантоне победил Макрон, получивший 59,1 % голосов. (2017 год. 1 тур: Эмманюэль Макрон – 23,6 %, Жан-Люк Меланшон – 21,7 %, Марин Ле Пен – 20,1 %, Франсуа Фийон – 16,3 %; 2 тур: Макрон – 67,9 %. 2012 год. 1 тур: Николя Саркози — 29,8 %, Франсуа Олланд — 27,7 %, Марин Ле Пен — 14,3 %; 2 тур: Олланд — 50,6 %).
С 2021 года кантон в Совете департамента Атлантическая Луара представляют вице-мэр коммуны Дерваль Лоранс Ле Бьян (Laurence Le Bihan) и мэр коммуны Нозе Жан-Клод Провос (Jean-Claude Provost) (оба — Разные правые).
|                | Кандидаты                           | Партия                   | Первый тур | Первый тур     | Второй тур | Второй тур |
| Кол-во голосов | Кандидаты                           | Партия                   | % голосов  | Кол-во голосов | % голосов  |            |
| -------------- | ----------------------------------- | ------------------------ | ---------- | -------------- | ---------- | ---------- |
|                | Лоранс Ле Бьян Жан-Клод Провос      | Разные правые            | 3 730      | 49,10          | 4 608      | 61,09      |
|                | Кетли Нокаэр Гийом Жан-Пьер Поссос  | Разные левые             | 1 748      | 23,01          | 2 935      | 38,91      |
|                | Жюльет Коане Кристиан Ле Калош      | Левый блок               | 1 120      | 14,74          |            |            |
|                | Виктория де Виньераль Жереми Фурнье | Национальное объединение | 999        | 13,15          |            |            |

|                | Кандидаты                 | Партия                  | Первый тур | Первый тур     | Второй тур | Второй тур |
| Кол-во голосов | Кандидаты                 | Партия                  | % голосов  | Кол-во голосов | % голосов  |            |
| -------------- | ------------------------- | ----------------------- | ---------- | -------------- | ---------- | ---------- |
|                | Янник Биго Анн-Софи Дуэ   | Разные правые           | 4 398      | 33,83          | 6 102      | 55,05      |
|                | Вивьян Лопес Жиль Филиппо | Разные левые            | 4 273      | 32,86          | 6 091      | 49,95      |
|                | Жерар Пажо Жеральдин Роз  | Национальный фронт      | 2 808      | 21,60          |            |            |
|                | Армель Ле Ир Андре Уссе   | Европа Экология Зелёные | 1 523      | 11,71          |            |            |